# Adama Barrow
Pour les articles homonymes, voir Barrow.
Adama Barrow, né le 16 février 1965 à Mankamang Kunda, est un dirigeant d'entreprise et homme d'État gambien, membre du Parti démocratique unifié. Il est élu président de la république de Gambie le 1er décembre 2016. Sa prise de fonction, prévue pour le 19 janvier 2017, est au départ incertaine à la suite de l'état d'urgence décrété par le président sortant Yahya Jammeh et la prolongation de trois mois de son mandat par l'Assemblée nationale. Réfugié au Sénégal, Adama Barrow prête néanmoins serment le 19 janvier comme président de la République, à l'ambassade de Gambie, tandis que les États d'Afrique de l'Ouest pressent Yahya Jammeh de lui céder le pouvoir. Il est réélu lors de l'élection présidentielle de décembre 2021.

## Biographie
Adama Barrow est né en 1965 dans le village de Mansajang Kunda (de), à la périphérie sud de la ville de Basse Santa Su, dans l'Est de la Gambie. Il effectue sa scolarité à Koba Kunda puis à Banjul avant de recevoir une bourse pour l’école secondaire musulmane.

### Carrière professionnelle
Il travaille ensuite pour Alhagie Musa and Sons jusqu'à devenir directeur des ventes. En 1996, il devient un militant du Parti démocratique unifié (UDP). Au début des années 2000, il quitte la Gambie pour Londres, où il se forme aux métiers de l'immobilier, tout en travaillant comme gardien dans la sécurité. Il reste trois ans et demi au Royaume-Uni.
Il devient garde du corps d'un homme d’affaires gambien, Momodou Moussa Ndiaye, père de l'épouse de l'ancien président Dawda Jawara (renversé en 1994 par le lieutenant Yahya Jammeh), puis lance une agence immobilière, avec une certaine réussite.

### Carrière politique

#### Élection présidentielle de 2016
Adama Barrow est choisi comme candidat unique de sept partis d'opposition pour l'élection présidentielle du 1er décembre 2016. Il remporte l'élection à l'unique tour de scrutin en recueillant 43,3 % des suffrages, contre le président sortant au pouvoir depuis 22 ans Yahya Jammeh, qui arrive second avec 39,6 % des suffrages. Le troisième candidat Mammah Kandeh obtient 17,1 % des voix.
Le 17 janvier 2017, Yahya Jammeh instaure l'état d'urgence et le lendemain, le Parlement prolonge son mandat de trois mois, jusqu'au 19 avril 2017.

#### Président de la République

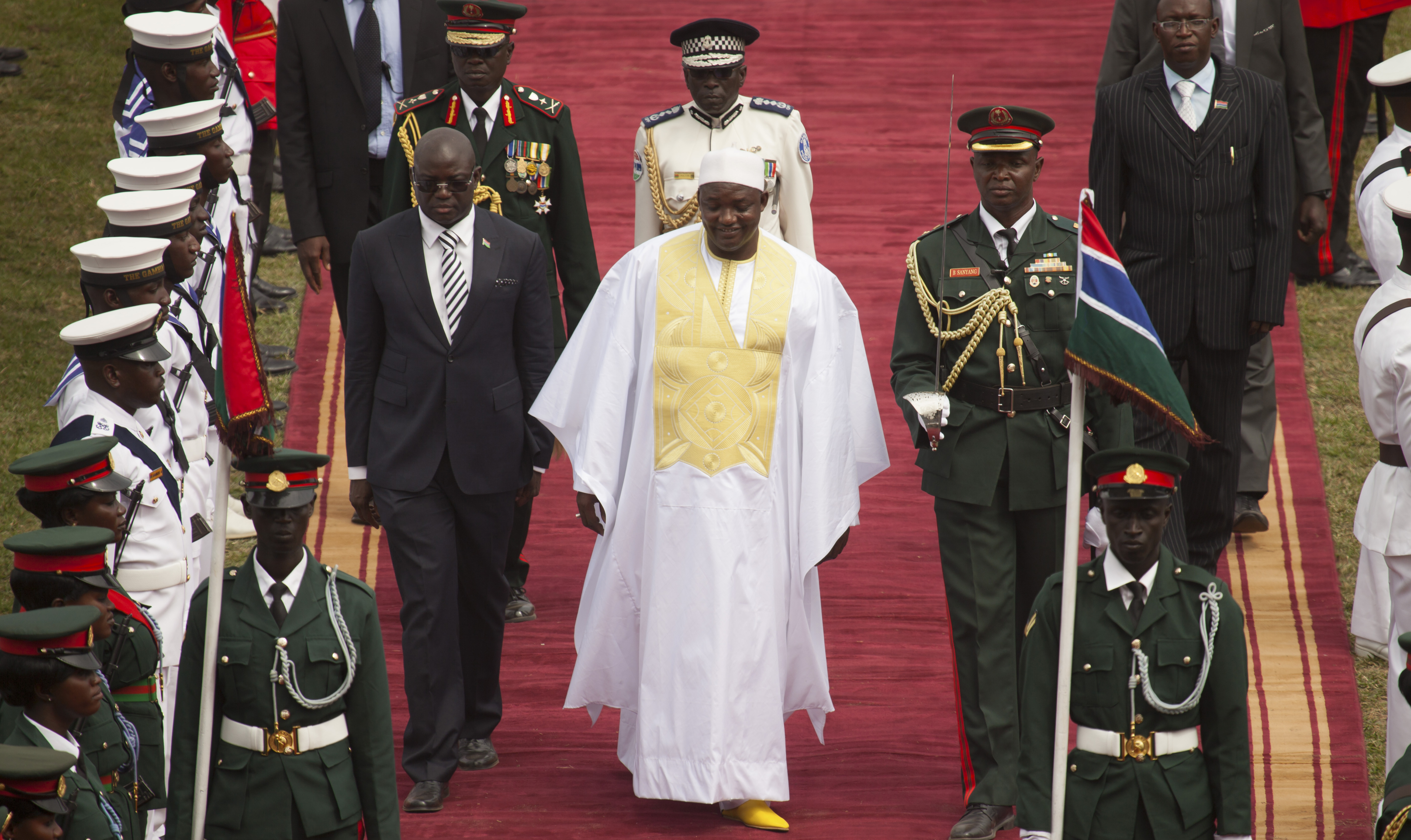
Inauguration d'Adama Barrow en 2017, au cours des célébrations de l'indépendance.

Le 19 janvier, il prête serment à l'ambassade de Gambie à Dakar,. Devant le refus de Yahya Jammeh de lui céder le pouvoir, malgré les injonctions de la CÉDÉAO, l'armée sénégalaise pénètre alors en territoire gambien dans le courant de l'après-midi lors d'une opération militaire. Le soir même, le chef de l'armée gambienne, le général Ousman Badjie, déclare à des ressortissants occidentaux qu'il n'ordonnera pas à ses hommes de résister en cas d’intervention des troupes africaines. Le 20 janvier, Yahya Jammeh accepte de se retirer et de quitter le pays, après une médiation des dirigeants guinéen Alpha Condé et mauritanien Mohamed Ould Abdel Aziz,. Il part en exil le lendemain soir pour Conakry, avant de rejoindre la Guinée équatoriale.
Le 23 janvier 2017, il nomme Fatoumata Tambajang au poste de vice-présidente. Le 26 janvier, il retourne en Gambie.
Le 10 février 2017, lors de la prière à la mosquée King Fahd de Banjul à laquelle il participe, Adama Barrow échappe à une tentative d'assassinat. L'assaillant, un certain Babucarr Njie, déclare être un militaire des Forces armées gambiennes, anciennement détaché à la garde rapprochée de l'ex-président Yahya Jammeh. Il est interpellé par la gendarmerie sénégalaise en possession d'un pistolet automatique de calibre 9 mm de marque Helwan avec un chargeur garni de huit cartouches à balles réelles.
Le 18 février 2017, le jour de la fête nationale, a lieu la cérémonie de son investiture, au cours de laquelle il prête de nouveau serment.
En mars 2017, un groupe de pro-Barrow agresse un journaliste lors d'un entretien.
Le 6 avril 2017, son parti le PDU remporte 31 des 53 sièges lors des législatives.
Le 8 février 2018, la Gambie adhère à nouveau au Commonwealth.
Élu pour un mandat de cinq ans à la tête d'une coalition de partis d'opposition, dont le Parti démocratique unifié (UDP) de son vice-président Ousainou Darboe, Adama Barrow revient au cours de son mandat sur sa promesse électorale de se retirer au bout de trois ans. La charte fondatrice de la « Coalition 2016 » prévoyait en effet qu'il dirige un gouvernement provisoire avant de se retirer pour laisser place à une élection présidentielle anticipée à laquelle l'ensemble des candidats d'opposition auraient pu se présenter dans des conditions pleinement libres et démocratiques, à l'exception du président sortant. Un mouvement de partis politiques et d'organisations de la société civile organisent courant 2019 d'importantes manifestations sous le nom de « Three Years Jotna » (« Trois ans, il est temps » dans un mélange d'anglais et de wolof). Les manifestants réclament son départ du pouvoir à la date du troisième anniversaire de sa prise de fonction, le 19 janvier 2020, mais se voient opposer un refus catégorique de la part de Barrow, qui réaffirme son intention de poursuivre son mandat et même de se présenter à l'élection présidentielle de 2021. Fin janvier 2020, immédiatement après une manifestation ayant tourné à l'émeute, le gouvernement prend un tournant répressif à l'encontre des contestataires, procédant à une centaine d'arrestations, fermant deux radios et promettant des « conséquences graves » à tous ceux qui soutiennent le mouvement, qui est officiellement interdit,,..
Entre-temps, le gouvernement entame en juillet 2018 la rédaction d'un projet de nouvelle constitution, qui prévoit la mise en place d'institutions assurant une véritable séparation des pouvoirs, ainsi notamment que la limitation du chef de l'État à un mandat de cinq ans, renouvelable une seule fois, via un scrutin à deux tours au lieu d'un. En accord avec la constitution de 1997, le projet doit alors être voté à la majorité qualifiée des trois quarts des parlementaires, avant une éventuelle mise à référendum. Les 58 membres de l'Assemblée nationale se déchirent cependant sur la question de la rétroactivité de la limitation à deux mandats, qui permettrait éventuellement au président Barrow d'effectuer un troisième mandat si son premier, débuté sous une version antérieure de la constitution, n'était pas pris en compte. Ces dissensions amènent Adama Barrow à limoger Ousainou Darboe ainsi que plusieurs ministres de l'UDP le 15 février 2019, avant de fonder dix mois plus tard son propre parti, le Parti national du peuple (NPP),.
Le projet de nouvelle constitution est finalement rejeté en deuxième lecture le 22 septembre 2020, seuls 31 députés ayant voté pour — avec 23 députés contre et 4 s'étant abstenus —, loin de la majorité requise de 44 voix. Les opposants au projet rassemblent alors les soutiens de l'ex-président Yahya Jammeh ainsi que plusieurs de ceux d'Adama Barrow lui-même, ce qui amène ce dernier à être accusé d'avoir organisé l'échec du projet, et de poursuivre une « tendance récurrente à mimer le système laissé par l'ancien régime »,.
En septembre 2021, Adama Barrow et l'Alliance patriotique pour la réorientation et la construction (APRC) de l'ancien président Yahya Jammeh scellent une alliance,. Ce dernier désavoue publiquement l'accord — qu'il déclare avoir été conclu sans lui en faire part — et pousse à la démission le président de l'APRC, Fabakary Tombong Jatta. Ce désaccord aboutit à un schisme au sein de l'APRC avec la formation de factions rivales entre les fidèles de Jammeh qui appellent à voter pour Mammah Kandeh, et ceux réaffirmant leur volonté de respecter l'accord. Il est réélu président de la Gambie en décembre, avec 53 % des suffrages. Il prête serment et commence son second mandat le 19 janvier 2022.
Le 21 décembre 2022, le gouvernement de la Gambie annonce avoir déjoué une tentative de coup d'Etat militaire, qui aurait eu lieu la veille. L'ex-ministre des Affaires présidentielles Momodou Sabally, ainsi que plusieurs soldats ont été arrêtés et interrogés.

## Vie personnelle
Adama Barrow a deux femmes et cinq enfants. Le 15 janvier 2017, son fils Habib, 8 ans, meurt après s'être fait attaquer par plusieurs chiens.

## Prix et reconnaissance
- Grand-croix de l'ordre national du Mérite de la république de Guinée[37]